# Sehili
Sehili es un lugar designado por el censo ubicado en el condado de Apache en el estado estadounidense de Arizona. En el Censo de 2010 tenía una población de 135 habitantes y una densidad poblacional de 79,82 personas por km².

## Geografía
Sehili se encuentra ubicado en las coordenadas 36°16′51″N 109°11′8″O / 36.28083, -109.18556. Según la Oficina del Censo de los Estados Unidos, Sehili tiene una superficie total de 1.69 km², de la cual 1.69 km² corresponden a tierra firme y (0.15%) 0 km² es agua.

## Demografía
Según el censo de 2010, había 135 personas residiendo en Sehili. La densidad de población era de 79,82 hab./km². De los 135 habitantes, Sehili estaba compuesto por el 0% blancos, el 0% eran afroamericanos, el 100% eran amerindios, el 0% eran asiáticos, el 0% eran isleños del Pacífico, el 0% eran de otras razas y el 0% pertenecían a dos o más razas. Del total de la población el 1.48% eran hispanos o latinos de cualquier raza.